# Islandske sage
Islandske sage (isl. Íslendingasögur), od kojih su mnoge poznate kao obiteljske sage, povijesna su prozna djela koja uglavnom opisuju događaje na Islandu tijekom 10. i početkom 11. stoljeća i koje se naziva dobom saga. Sage su najpoznatiji primjerci islandske književnosti.
Islandske sage književni su fenomen 13. i 14. stoljeća. Usmjerene su na povijest, pogotovo na rodoslovlje i obiteljsku povijest. Odražavaju sukob koji je nastao u društvu između druge i treće generacije islandskih doseljenika.
Autori tih saga su nepoznati. Znanstvenici vjeruju da je jednu od njih, Sagu o Egilu, napisao Snorri Sturluson, potomak junaka iz saga, ali to ostaje nerazjašnjeno. Standardna suvremena izdanja islandskih saga poznata su kao Íslenzk Fornrit.

## Vanjske poveznice
- Islandske sage  Arhivirana inačica izvorne stranice od 18. svibnja 2017. (Wayback Machine) Web stranica sa svim islandskim saga zajedno s prijevodom na engleski i neke druge jezike
- Islandske sage na heimskringla.no
- Sagnanet Fotografije nekih originalnih rukopisa